# Battleship (film)
Battleship is een Amerikaanse sciencefiction/oorlogsfilm uit 2012, losjes gebaseerd op het spel zeeslag. De film is geregisseerd door Peter Berg en uitgebracht door Universal Pictures. Hoofdrollen worden vertolkt door Taylor Kitsch, Alexander Skarsgård, Brooklyn Decker, Rihanna, en Liam Neeson.

## Verhaal
In 2005 ontdekt NASA een planeet, waarop leven mogelijk is. Daarvoor bouwen ze een communicatiestation op Oahu om contact te leggen.
Op datzelfde eiland wordt Alex Hopper gearresteerd nadat hij bij een kipburrito bij een gesloten supermarkt had gestolen om indruk te maken op een meisje. Nadat Alex Hopper vrijgelaten is, blijkt het dat hij bij zijn broer Stone Hopper, een commandant bij de US Navy, inwoont. Stone Hopper vertelt Alex dat het meisje Samantha ‘Sam’ Shane, de dochter van Admiraal Terrace Shane is. Stone dwingt hem om bij de marine te gaan om het goed te maken. 
Zes jaar later is Alex Hopper een luitenant aan boord van de USS John Paul Jones en heeft een serieuze relatie met Samantha, die een fysiotherapeut voor veteranen is. Stone Hopper is een Commanding Officer op de USS Sampson geworden. Tijdens de 2012 RIMPAC oefening speelt de US Navy tegen de Japanse Marine. Tijdens de wedstrijd krijgt Alex een schop in zijn gezicht door de Japanse kapitein Nagata. Na afloop van de wedstrijd komen de twee elkaar tegen en gaan elkaar de vuist op, waarna ze zich moeten melden bij Admiraal Shane. Shane maakt Alex duidelijk dat hij een grote kans heeft om ontslagen te worden.
Het contact maken met de planeet is geslaagd en er komen vijf ruimteschepen naar de Aarde toe. Een ruimteschip botst met een satelliet en stort neer in Hong Kong. De andere vier schepen landen in de zee, vlakbij waar de marineschepen de oefening hebben. Bootsman Ordy van de USS John Paul Jones, merkt de ruimteschepen op en licht het commando in. Admiraal Shane dirigeert de USS John Paul Jones, USS Sampson en de JDS Myōkō naar de ruimteschepen. Alex Hopper wordt samen met onderofficier Walter "Beast" Lynch en wapensofficier Cora Raikes naar het moederschip gestuurd om contact te maken. Alex Hopper nadert het moederschip en wordt gelanceerd door een elektroveld. Vervolgens creëert het moederschip een schild rondom Hawaii en de drie marineschepen, waardoor ze afgesloten zijn van de buitenwereld.
Nadat Alex, Raikes en Beast terug zijn op hun schip, wordt er een waarschuwingsschot afgeschoten. De aliens schieten drie bommen op de USS John Paul Jones af als reactie. Twee bommen worden vernietigd door het afweergeschut, maar eentje beland op het schip en dood de kapitein en zijn Commanding Officer. Hierop opent de USS Sampson het vuur op de ruimteschepen, maar wordt vervolgens vernietigd door de bommen van de aliens. Alle opvarenden inclusief Stone Hopper komen om. Alex Hopper, nu hoogste in rang beveelt om de aanval voort te zetten. De JDS Myōkō besluit mee te helpen, maar wordt meteen verwoest. Alleen Kapitein Nagata en enkele andere opvarenden overleven de aanval. De overlevenden worden door de John Paul Jones opgevangen. 
Nadat de aliens de twee schepen hebben verwoest, lanceren ze een aanval op Oahu.
Sam is samen met veteraan Mick Canales in de bergen aan het lopen als ze een ruimteschip voorbij zien vliegen. Vlak daarna rijden er agenten de berg op en zeggen dat Mick en Sam weg moeten gaan voor hun veiligheid. De agenten laten een auto achter en gaan verder. De agenten worden vlak daarna gedood door de aliens. Mick besluit richting de aliens te gaan, want hij wil ze zien. Onderweg vinden ze de wrakken en de lijken en besluiten de sleutels van de overgeven auto te pakken om van de berg af te gaan. Als ze bij de auto zijn komen ze Cal Zapata tegen, een medewerker van het communicatiestation. Hij vertelt Mick en Sam dat hij van de aliens kon ontsnappen, maar dat ze zijn student hebben vermoord. 
Intussen blijkt het dat er een bewusteloze alien aan boord van de John Paul Jones is. Alex Hopper haalt het harnas van de alien af, waarop die wakker word. Via telepathie maakt de alien Alex duidelijk wat ze van plan zijn met de Aarde. Terwijl dat gebeurt komen andere aliens de gewonde alien ophalen. Één alien blijft achter om de motor van het schip te saboteren. Na een flink gevecht wordt de alien gedood met een scheepsgranaat. 
Mick merkt op dat de aliens een invasie plannen en het communicatiestation gebruiken om hun thuisplaneet in te lichten. Nadat Cal een speciale telefoon uit het station heeft kunnen pakken, slagen ze erin om contact te leggen met de John Paul Jones. Sam geeft aan Alex door dat ze voor zonsopgang het communicatiestation moeten vernietigen, zodat de aliens geen contact kunnen maken. 
Omdat de ruimteschepen van de aliens zich tussen de John Paul Jones en Oahu bevinden, kan het schip niet naar het eiland varen. Kapitein Nagata komt met een idee om een kaart met alle Tsunami-boeien te gebruiken om de verplaatsingen van de aliens te volgen. Nadat de enkele mislukte pogingen, slagen ze erin om één schip te verwoesten en varen verder richting het eiland. Terwijl ze het eiland naderen, blijkt het dat een ander ruimteschip hen volgt. Ordy merkt op dat de aliens puur hun harnas dragen omdat ze het zonlicht niet kunnen verdragen. Alex komt met een idee om de aliens in een hinderlaag te lokken door het schip te keren in een baai en zo de aliens aan te vallen. Door de opgaande zon worden de aliens verblind, waarop het marineschip met zwaar geschut op de aliens schiet. Ze slagen erin om het ruimteschip te vernietigen, maar de aliens schieten een klein scheepje op het marineschip af, dat daarna verwoest wordt. 
Om hun taak alsnog te voltooien, besluit Alex om met zijn overgebleven bemanning het museumschip USS Missouri te gebruiken. De oorspronkelijke bemanning van de Missouri biedt zich aan om te helpen en slagen erin om het moederschip te verwoesten en het schild neer te halen. Nadat ze het communicatiestation hebben verwoest komen er drie kleine ruimtescheepjes op de Missouri af. Voordat ze de Missouri kunnen verwoesten, worden ze neergeschoten door F-18’s, die ook bommen gooien op de restanten van het alien moederschip.
Alex Hopper wordt onderscheden met een Silver Star wegens zijn moed en leiderschap en wordt door Admiraal Shane gepromoveerd. Na afloop vraagt Alex aan Shane toestemming om met Sam te kunnen trouwen. Shane weigert eerst, maar geeft zich uiteindelijk over en vraagt Alex om een kipburrito te lunchen.

## Rolverdeling
- Taylor Kitsch - Lt. Alex Hopper
- Alexander Skarsgård - Stone Hopper, Hopper's oudere broer.
- Brooklyn Decker - Samantha Shane
- Rihanna - Petty Officer (GM2) Cora Raikes
- Liam Neeson - Vice Admiral Shane
- Tadanobu Asano - Kapitein Nagata, JMSDF
- Gregory D. Gadson - Luitenant Colonel Mick Canales
- Peter MacNicol - The Secretary of Defense.
- Josh Pence - Chief Moore.
- Stephen Bishop - OOD Taylor.
- Gary Grubbs - Air Force Chief of Staff.
- Jesse Plemons - Ordy.
- Griff Furst - BIP Technican.
- Marcus Lyle Brown - Land Commander.
- John Tui - Beast.

## Achtergrond

### Productie

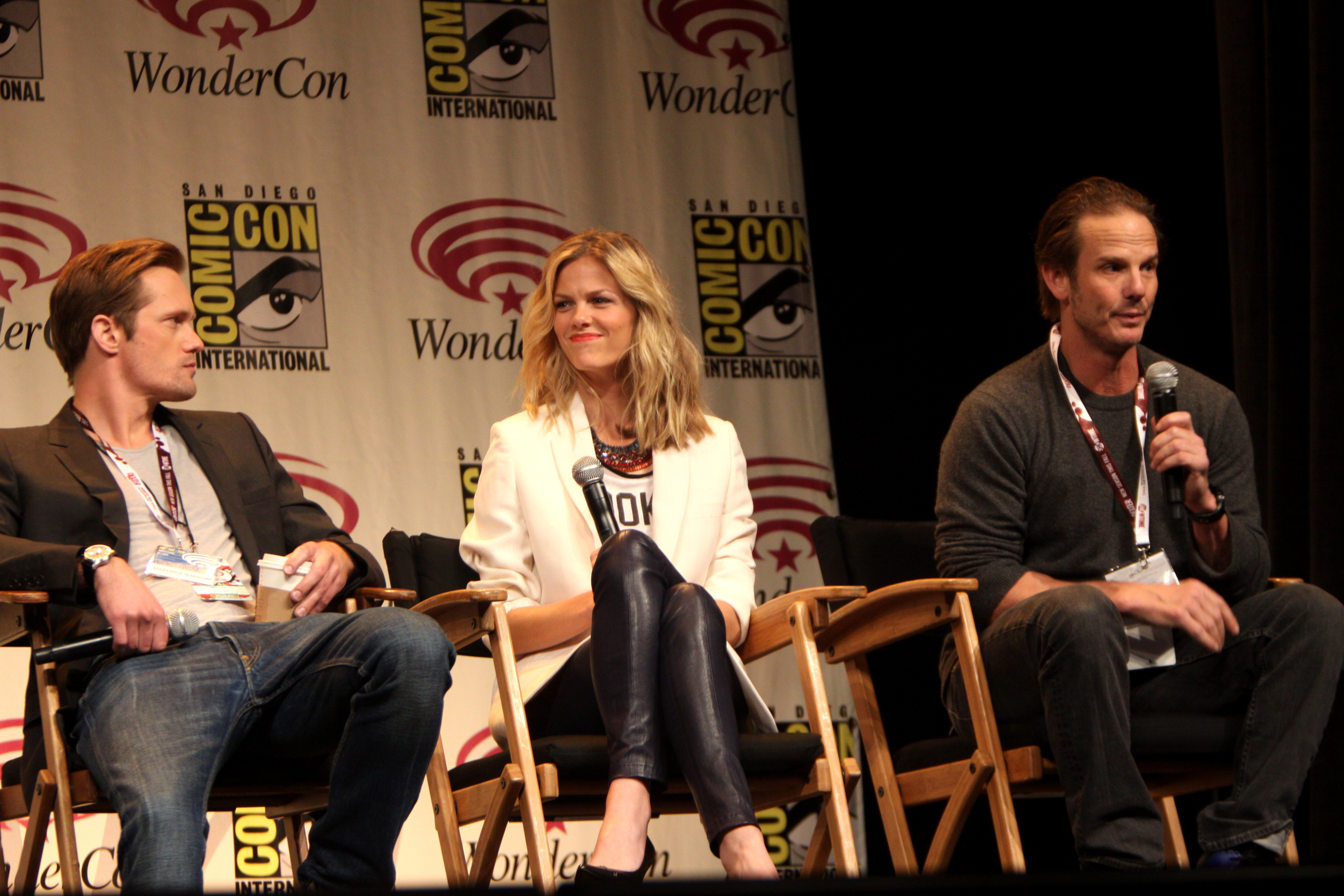
Alexander Skarsgard, Brooklyn Decker en Peter Berg op de WonderCon 2012.

De opnames voor Battleship zouden in 2010 moeten beginnen in Gold Coast, Australië, maar omdat de Australische overheid het project niet wilde steunen werd de opnamelocatie veranderd. In plaats daarvan werd de film grotendeels opgenomen op de Hawaïaanse eilanden Maui en Oahu. Andere opnamelocaties waren Sherman Oaks en Playa del Rey, beide in Californië.
Science & Entertainment Exchange werd benaderd voor achtergrondinformatie betreffende de film. Een schip van de Japanse Maritieme Zelfverdedigingstroepen is eveneens te zien in de film.
Jeremy Renner was een van de kandidaten voor de rol van Alex Hopper, maar hij koos voor een dramafilm van Paul Thomas Anderson. Barbadiaanse R&B zangeres Rihanna maakt haar acteerdebuut in de film, als matroos. Taylor Kitsch en Jesse Plemons speelden eerder samen in de televisieserie Friday Night Lights. Verschillende Amerikaanse mariniers hadden figurantenrollen in de film.

### Uitgave en ontvangst
Battleship stond eigenlijk gepland voor 2011. De wereldpremière was in Tokio op 3 april 2012. Regisseur Peter Berg en acteurs Taylor Kitsch, Brooklyn Decker, Alexander Skarsgård en Rihanna waren bij de première aanwezig. Op 11 april 2012 kwam de film officieel in de bioscopen.
De film werd door recensenten verschillend beoordeeld.